# Karen Bramson
Karen Bramson (född Adler), född 1875 och död 1936, var en dansk författare.
Av Bramsons arbeten, vilka ofta behandlar psykologiska problem, märks ett några skådespel som Mands Vilje (1900), Mødre (1901), det lyriska versdramat Berengaria (1904), samt romanerna Livets Glæde (1905), D:r Morel (1906), Pengene (1908), Lykke (1910) samt Kongemagt (1911).